# Peter Sellars
Peter Sellars (Filadèlfia, 27 de setembre de 1957) és un director de teatre que ha assolit molt de renom per les seves escenografies modernes d'òperes i altres peces clàssiques. Sellars és professor a la Universitat de Califòrnia-Los Angeles (U.C.L.A.), on imparteix cursos d'art com a acció social i com a acció moral.
Es va formar a la Shakesperian Company de Boston, va començar fent teatre de titelles i a l'òpera i es va donar a conéixer amb la seva revisió de la trilogia Don Giovanni (1986), Così fan tutte (1987) i Les noces de Figaro (1988), ambientades al Harlem marginal o un luxós loft a Manhattan. Ha deconstruit òperes i afegit comentaris d'actualitat, acostant l'òpera al present i a problemàtiques contemporànies, amb una estètica propera a la del cinema.

## Premis i reconeixements
- Va rebre el Premi Erasmus per la seva contribució a la construcció d'Europa